# Ordinatio sacerdotalis
Ordinatio sacerdotalis – list apostolski papieża Jana Pawła II z 1994, jednoznacznie wyrażający stanowisko Kościoła katolickiego, dotyczące kapłaństwa kobiet.
Papież w swym liście zwrócił się do biskupów. W podtytule nakreślona została tematyka dokumentu: O udzielaniu święceń kapłańskich wyłącznie mężczyznom. Nawiązując do wcześniejszych wypowiedzi papieskich, m.in. Pawła VI oraz dokumentu Inter insigniores Kongregacji Nauki Wiary, Jan Paweł II przypomniał następujące argumenty, przemawiające przeciwko możliwość udzielania sakramentu święceń kobietom:
- przykład Chrystusa, który wybrał tylko mężczyzn na Apostołów (argument z Pisma Świętego i Tradycji)
- Chrystus nie kierował się wyłącznie motywami socjologicznymi i kulturowymi swej epoki, ale dokonał wyboru w sposób całkowicie wolny i suwerenny
- Matka Boża, najbardziej godna otrzymania święceń kapłańskich, niepokalana i bezgrzeszna, nigdy nie została wybrana na kapłankę; jest to dowód na niedyskryminacyjny wybór Chrystusa, który nie umniejsza roli kobiet, ale jest wyrazem wierności planowi Boga Ojca
- kapłaństwo nie jest najważniejszym charyzmatem, który powinni chcieć otrzymać wierni, tym pozostaje zawsze miłość
- niedopuszczanie kobiet do święceń nie ma tylko i wyłącznie waloru dyscyplinarnego, nie podlega dyskusji, jest głoszone jako zdrowa doktryna przez Urząd Nauczycielski Kościoła we wszystkich oficjalnych wypowiedziach